# Улица Калинина (Арзамас)
Улица Калинина — улица в центре Арзамаса. Начинается от Станционной улицы и проходит до Заводской улицы.

## Транспорт
Через улицу проходит два маршрута автобусов:
- № 4: Соборная пл. — Арзамас III — Соборная пл. — 408 км.
- № 6: 9 Мая — 408 км

## Достопримечательности

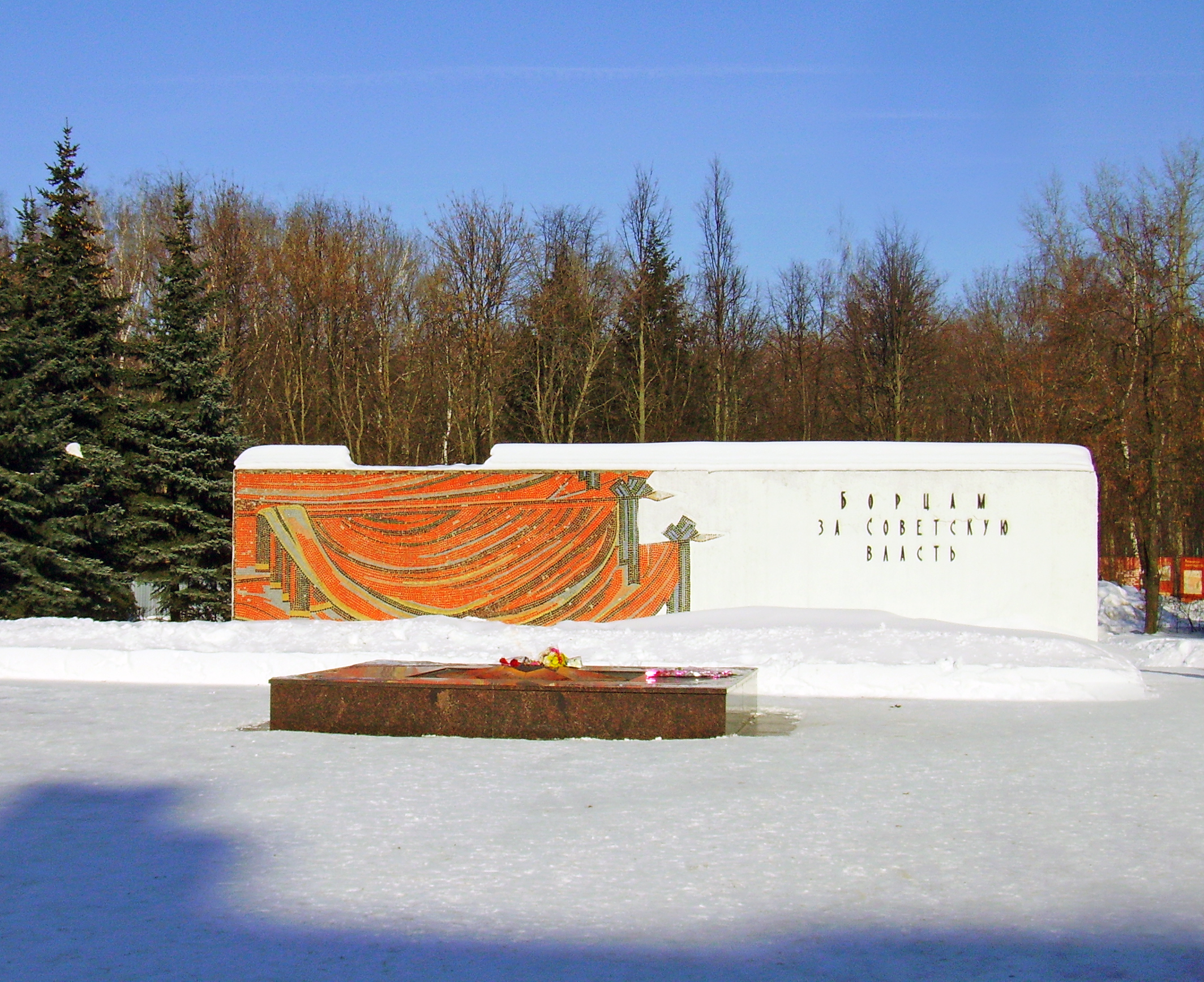
Памятник борцам за Советскую власть на фоне парка

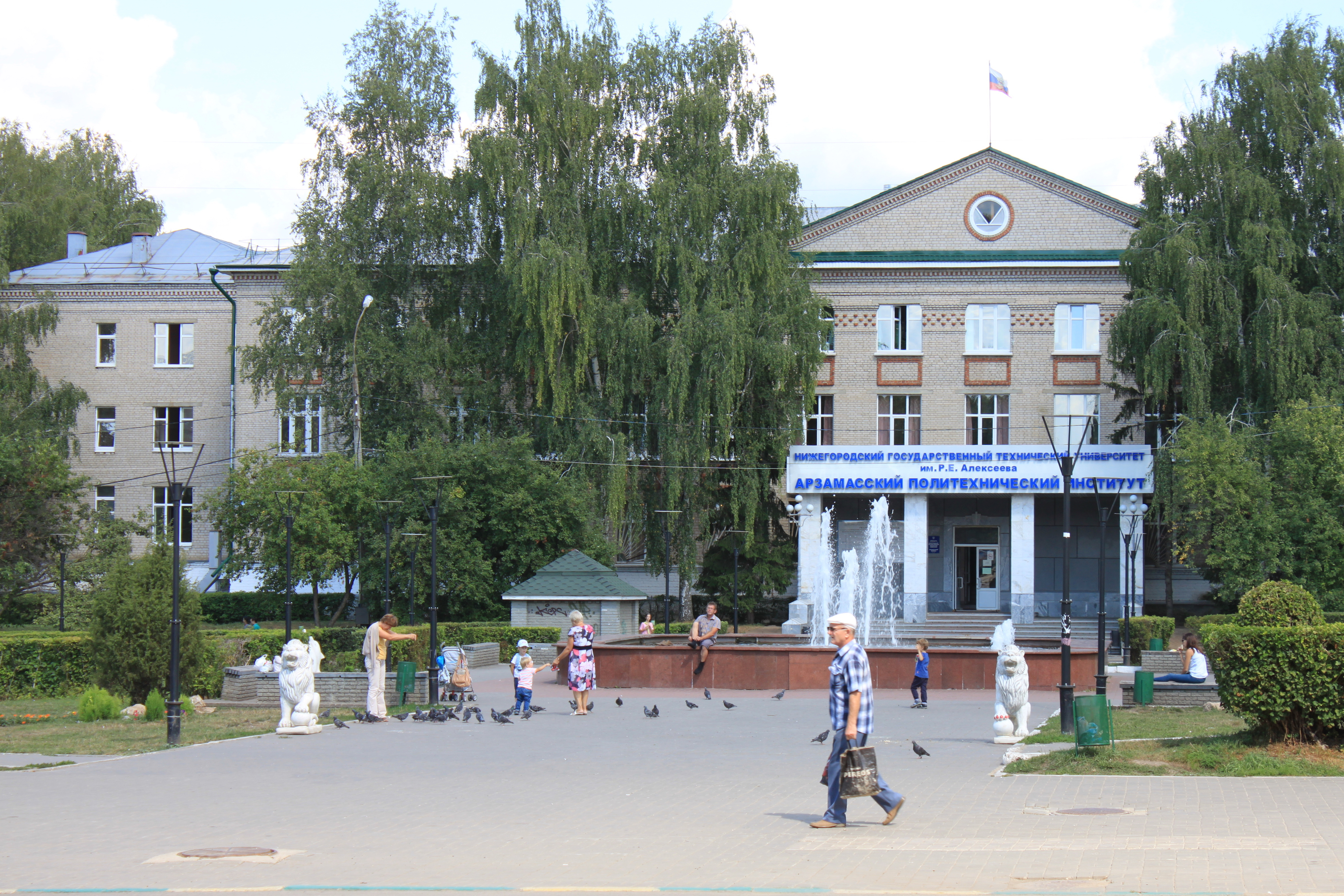
Арзамасский политехнический институт

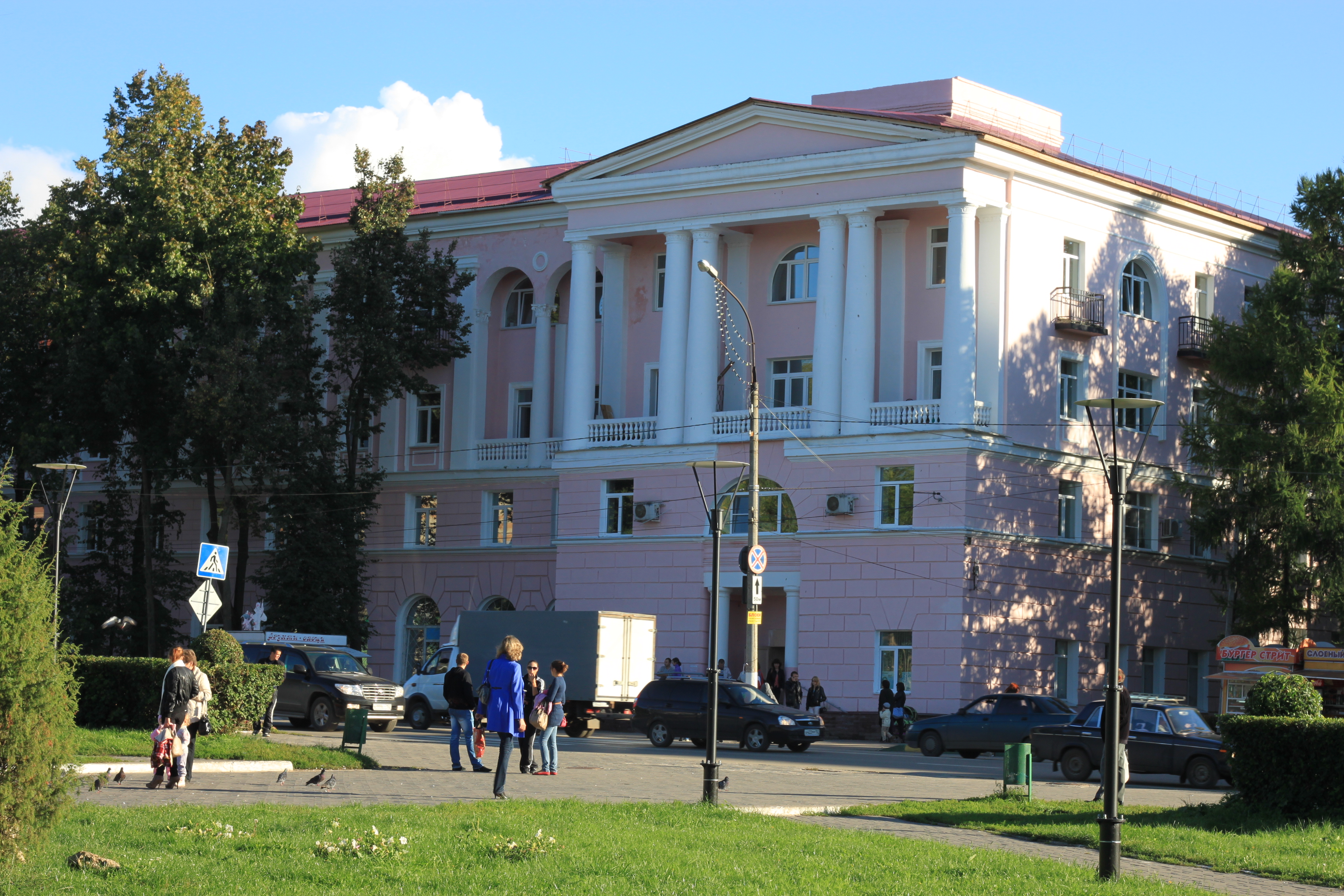
Городская больница скорой медицинской помощи

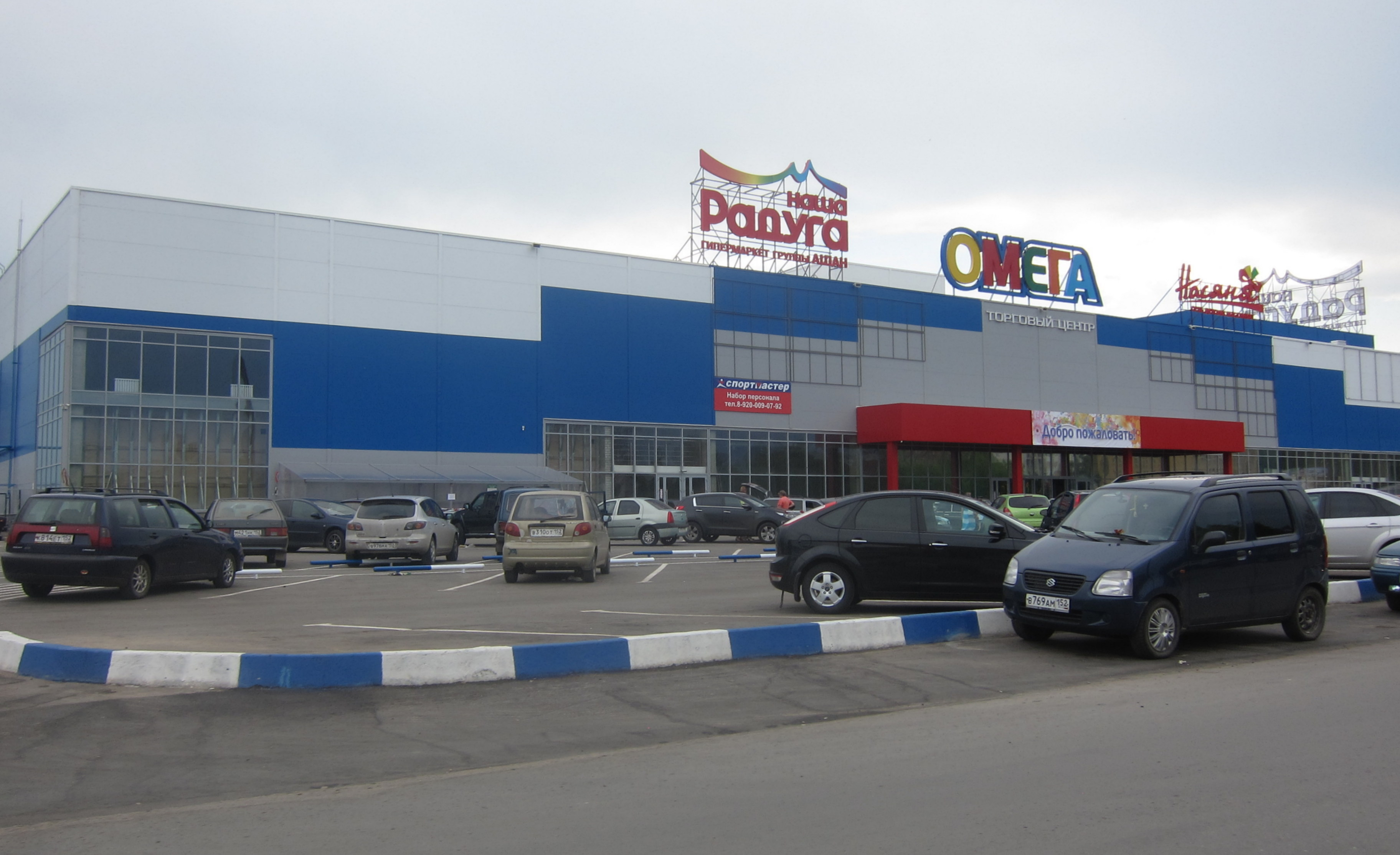
Торговый комплекс «Омега»

### Арзамасский театр драмы
Арзамасский муниципальный театр драмы был открыт в 1943 году. Представляет собой одно из важнейших просветительских учреждений города. Адрес — улица Кирова, 35.

### Мемориальный комплекс
Памятник борцам за Советскую власть. Установлен в 1967 году у входа в парк имени Гайдара.

### Арзамасский политехнический институт
Находится на площади 1 мая близ пересечения улицы Кирова с улицей Калинина (адрес — улица Калинина, 19).

### Городская больница скорой медицинской помощи имени М. Ф. Владимирского
Открылась 25 октября 1957 года. Оказывает экстренную медицинскую помощь населению города Арзамаса (105,8 тысяч чел), Арзамасского района, населению южной части Нижегородской области, а также пострадавшим на трассах республиканского значения Нижний Новгород — Саранск, Нижний Новгород — Дивеево. Адрес — улица Кирова, 58 (угол улицы Калинина).

### Парк культуры и отдыха имени А. П. Гайдара
Парк расположен между проспектом Ленина, улицами Калинина, Жуковского и Парковой. Красивейший городской парк в самом центре Арзамаса. На территории в 30 гектар расположена зелёная зона с асфальтированными дорожками, пруд, детская площадка «Маленькая страна», аттракционы, шахматный клуб, мемориальная зона и несколько памятников.

### Стадион «Знамя»
Стадион является домашним для футбольного клуба «Дружба».

### ЗАО «Арзамасский хлеб»
Хлебзавод г. Арзамаса

### Торговый комплекс «Омега»
Двухэтажный торговый комплекс площадью 25 тысяч квадратных метров. Трёхзальный 3D-кинотеатр «Люмен-фильм» общей вместимостью 350 зрителей (заказчик строительства — ООО ГК «Мега»).